# Groupe Dziga Vertov
O Grupo Dziga Vertov (em francês: Groupe Dziga Vertov) foi um coletivo de cineastas politicamente engajados — de orientação marxista-leninista-maoista — criado por Jean-Luc Godard e Jean-Pierre Gorin em 1968. Seus filmes são caracterizados principalmente pelo experimentalismo, pela forma brechtiana e pela recusa à ideia de autoria. O nome do grupo homenageia o cineasta soviético Dziga Vertov. O grupo foi dissolvido logo após a conclusão Letter to Jane, de 1972.

## Filmografia

### Filmes assinados pelo Grupo Dziga Vertov
- 1968 - Un Film comme les autres ("Um filme como os outros")
- 1969 - British Sounds ("Sons Britânicos")
- 1969 - Pravda ("Pravda")
- 1969 - Le Vent d'est ("Vento do Leste")
- 1969 - Luttes en Italie ("Lutas na Itália")
- 1971 - Vladimir et Rosa ("Vladimir e Rosa")

### Jean-luc Godard e Jean-Pierre Gorin
- 1972 - Tout va bien ("Tudo vai bem")
- 1972 - Letter to Jane ("Carta para Jane")

### Jean-Luc Godard e Anne-Marie Miéville
- 1976 - Ici et ailleurs ("Aqui e acolá"); dirigido por Godard e Miévielle com material do grupo Dziga Vertov em Jusqu'à la victoire ("Até a vitória"), obra inacabada de 1970.